# 94400 홍대용
(94400) 홍대용((94400) Hongdaeyong, 2001 SG267)은 한국 천문학자인 전영범과 박윤호, 추경자가 2001년 9월 25일, 보현산천문대에서 발견한 소행성이다. 조선 후기의 실학자 홍대용의 이름을 땄다.